# Organização das Nações Unidas para Alimentação e Agricultura
A Organização das Nações Unidas para a Alimentação e a Agricultura (FAO, sigla do inglês Food and Agriculture Organization) é uma das agências das Nações Unidas, a que lidera esforços para a erradicação da fome e combate à pobreza. O seu lema, fiat panis, se traduz do latim, significando “haja pão”. 
Composta por 194 Estados-membros, mais a União Europeia (UE) e, com presença em mais de 130 países, a organização funciona como um fórum neutro, onde todas as nações que a compõe possuem peso igualitário no que tange às estratégias e decisões, pois proporciona à todos os seus integrantes oportunidades para elaborarem e discutirem políticas ligadas à agricultura e alimentação.

## Objetivos

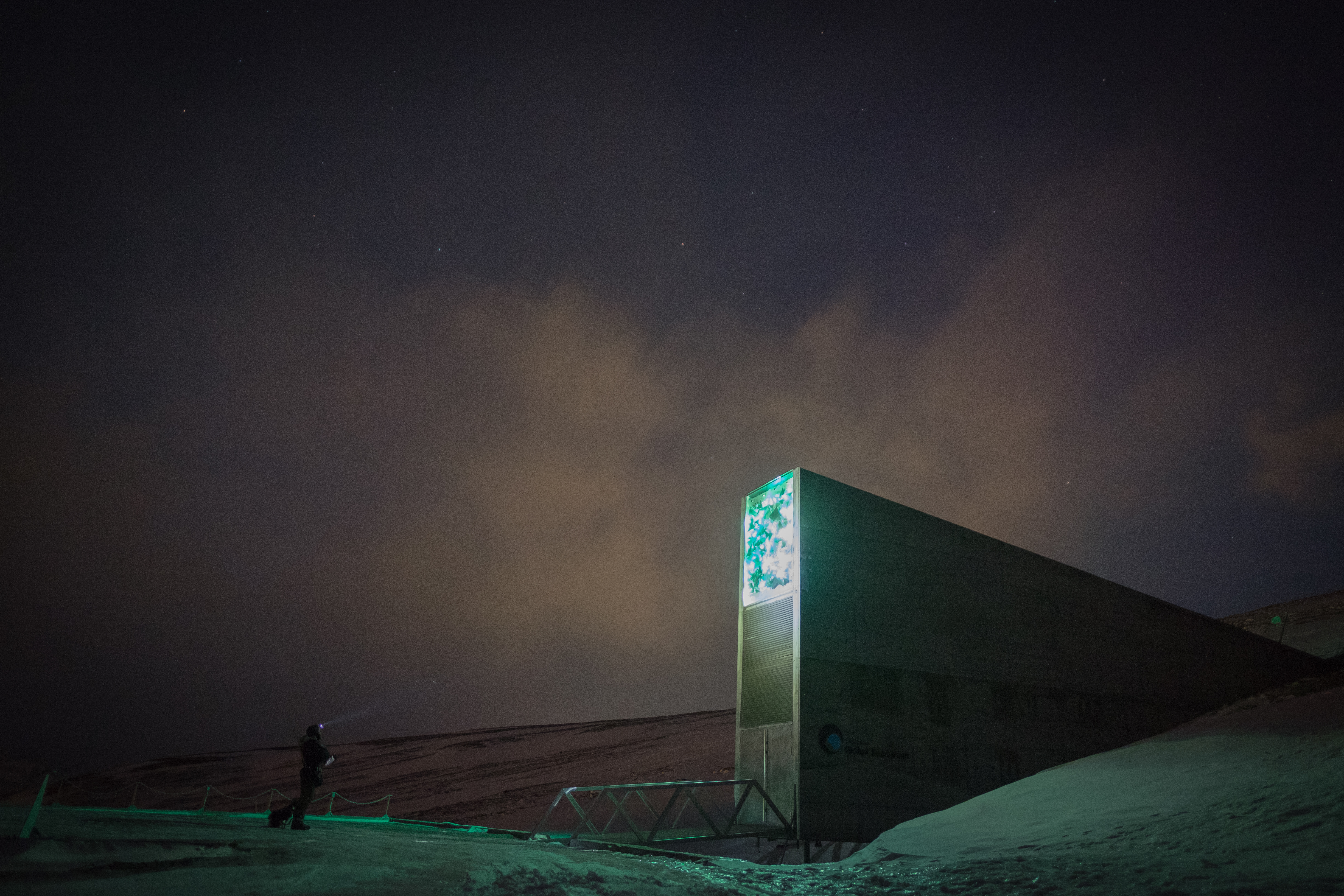
Entrada do Silo Global de Sementes de Svalbard, na Noruega, projeto apoiado pela FAO e criado para preservar sementes usadas na agricultura de todo o mundo.

Promovendo o desenvolvimento agrícola, a organização reúne forças visando possibilitar a todos a melhoria nutricional, preocupando-se com a segurança alimentar, questões ambientais e o acesso aos alimentos essenciais para uma vida saudável. Para isso, a FAO auxilia os países-membros na elaboração de estratégias para um desenvolvimento econômico, político e social sustentável, uma vez que, recomenda, acompanha e implementa técnicas de produção e armazenagem aos seus signatários, por meio do seu programa de cooperação técnica (TCP, do inglês Technical Cooperation Programme), fomentando o acesso à tecnologia.
A fome e a má nutrição são significativamente alguns dos desafios mais severos presentes desde os tempos mais remotos até a contemporaneidade para a humanidade, assolando a todos, desde os países desenvolvidos e os em desenvolvimento (sendo esses últimos, os mais prejudicados devido ao grande índice de desigualdade). A precariedade na alimentação põe em risco a vida daqueles que se encontraram nessa situação de vulnerabilidade, visto que, nessa condição, os indivíduos se tornam mais suscetíveis ao desenvolvimento de doenças crônicas e outras patologias, e por serem questões relacionadas à de saúde, a fome e a nutrição fazem da Organização Mundial da Saúde (OMS), umas das grandes parcerias da FAO. Por ser risco eminente a vida humana, não há maior ameaça aos dois dos princípios basilares da Organização das Nações Unidas (ONU) e norteadores das relações exteriores - a paz e segurança internacionais, - se não a fome, tornando a FAO uma das mais expressivas instituições internacionais.

## História
No fim do século XIX e início do século XX manifesta-se a ideia de uma organização internacional para a alimentação e a agricultura, principiando-se do ativista e também agricultor norte-americano David Lubin. O Instituto Internacional de Agricultura foi criado em uma conferência internacional em Roma, Itália, durante os meses de maio e junho de 1905.
Em 1943, o presidente dos Estados Unidos Franklin D. Roosevelt, convocou uma conferência nas Nações Unidas para debater sobre a alimentação e a agricultura. A reunião aconteceu entre 19 de maio a 3 de junho de 1943, no Homestead Resort em Hot Springs, Virgínia e contou com quarenta e quatro representantes de governos. Tais representantes se pactuaram em criar uma organização permanente para a alimentação e a agricultura. 
A Organização para a Alimentação e Agricultura (FAO) foi fundada como um organismo especializado da ONU, em 16 de outubro de 1945, na cidade de Quebec, Canadá. De 16 de outubro a 1 de novembro de 1945, ocorreu a Primeira Sessão da conferência da FAO, no Chateau Frontenac, Quebec, Canadá.
O Instituto Internacional de Agricultura foi encerrado definitivamente após a Segunda Guerra Mundial, embora só tenha sido dissolvido legalmente do seu Comitê Permanente em 27 de fevereiro de 1948. Posteriormente, a FAO assumiu todas as funções do instituto.

## Áreas de trabalho prioritárias
A FAO delineou as seguintes prioridades na luta contra a fome:
- a erradicação da fome em todos os estados, a insegurança alimentar e a má nutrição – Contribuir para a erradicação da fome facilitando políticas e compromissos políticos em prol da segurança alimentar e assegurando que informações atualizadas sobre os desafios e soluções da fome e nutrição estejam disponíveis e acessíveis;

- Tornar a agricultura, a silvicultura e a pesca mais produtivas e sustentáveis – Promover práticas e políticas baseadas em evidências para apoiar setores agrícolas altamente produtivos (lavouras, pecuária, silvicultura e pesca), assegurando que a base dos recursos naturais não sofra no processo;

- Reduzir a pobreza rural – Ajudar as populações rurais pobres a terem acesso aos recursos e serviços de que necessitam – incluindo emprego rural e proteção social – para saírem da pobreza;

- criar e garantir a existência dos sistemas agrícolas e alimentares mais inclusivos e eficientes - Ajudar a construir sistemas alimentares seguros e eficientes que apoiam a agricultura familiar e reduzem a pobreza e a fome nas áreas rurais;

- criar programas de apoio aos pobre e desfavorecidos e garantir metas de desenvolvimento da resiliência dos meios de subsistência às ameaças e às crises – Ajudar os países a se prepararem para catástrofes naturais ou de origem humana, reduzindo o risco e aumentando a resiliência dos seus sistemas agrícolas e alimentares.

## Programas e Realizações

### Alimento

#### Codex Alimentarius
Em 1963, a Comissão do Codex Alimentarius (CAC) foi criada pela FAO e pela Organização Mundial de Saúde (OMS) a fim de gerar normas, diretrizes e estudos sobre alimentos, como guias no campo do Programa Conjunto de Padrões Alimentares da FAO/OMS. O programa conta com objetivos principais, entre eles está a proteção do consumidor e a garantia do seu bem-estar alimentar, além de assegurar condutas justas no comércio entre países. 
Atualmente, a Comissão do Codex Alimentarius é composta por 189 membros, sendo 188 Estados-membros e uma organização membro (União Europeia). A comissão conta também com 226 membros observadores, sendo 56 organizações intergovernamentais, 154 organizações governamentais e 16 organismos das Nações Unidas. 

#### Cúpula Mundial da Alimentação
A FAO realizou a Cúpula Mundial da Alimentação, entre os dias 13 a 17 novembro de 1996, na sede da FAO em Roma e contou com a presença de 112 chefes de Estado. Foi debatido na reunião uma da questão de maior enfrentamento pelas lideranças mundiais: o combate à fome.  A Cúpula teve como objetivo selar a responsabilidade que os representantes mundiais possuem, na erradicação da fome e no combate à desnutrição, além de preservar a segurança alimentar da população. 
O resultado da Cúpula foi a Declaração de Roma, no qual se estipulou uma meta em reduzir pela metade, a quantidade de pessoas que são atingidas negativamente pela fome até 2015.   
A Declaração de Roma institui sete compromissos que formam os parâmetros para garantir a segurança alimentar de cada indivíduo, enquanto o Plano de Ação institui os propósitos e as atitudes essenciais para realizar os sete compromissos. 

#### TeleFood
O TeleFood foi criado pela FAO, em 1997 e é uma campanha anual em eventos musicais e esportivos para aproveitar a influência de celebridades e da mídia, para conscientizar as pessoas sobre a fome e atingir um maior número de indivíduos que possuem interesse em ajudar a combater esse problema e a prevenir a desnutrição, realizando doações. 
Os recursos arrecadados são transferidos para pequenos trabalhadores rurais, a fim de ajudar e a motivar a produção de mais alimentos de qualidade para as comunidades e também suas famílias. O TeleFood oferece materiais de trabalho para os agricultores, como sementes para plantação, implementos agrícolas e utensílios de pesca. Grande parte das verbas das doações são destinadas para projetos femininos e juvenis. 

#### Resposta a crise alimentar
A FAO criou sua iniciativa sobre o crescente valor dos alimentos, em dezembro de 2007, para ajudar os pequenos trabalhadores a aumentar seus trabalhos e terem mais vantagens. Sobre a Crise Global de Alimentos, a FAO colaborou para a ação da Força-Tarefa de Alto Nível das Nações Unidas, que gerou o Quadro de Ação Integral. A FAO esteve presente em projetos em mais de 25 países e missões entre agências em quase 60 países. Ofereceu assessoria política aos Estados, auxiliando suas ações para o aumento da produção de alimentos e resguardou mais investimentos na agricultura. Expandiu sua vigilância por meio do Sistema Global de Informações e Alerta Antecipada sobre Alimentação e Agricultura.  

#### Parceria FAO - UE
A fim de ajudar pequenos agricultores em países criticamente afetados pelo aumento do valor dos alimentos, a FAO e a União Europeia (UE) assinaram um pacote de ajuda em maio de 2009. Esse pacote contava com o valor inicial de € 125 milhões. O pacote de ajuda faz parte da Facilidade Alimentar de 1 bilhão de euros da UE, definida com a Força-Tarefa de Alto Nível da ONU, a respeito da Crise Global de Alimentos e a FAO, para atuar em projetos que terão resultados mais rápidos, mas também duradouros na segurança alimentar.   

#### Programas de segurança alimentar
O Programa Especial de Segurança Alimentar é o principal projeto da FAO para atingir a meta de reduzir pela metade a quantidade de pessoas com fome no mundo até 2015. Atuando em mais de 100 países em todo o mundo, o programa busca resolver com eficácia a fome, a pobreza e a desnutrição. Mais de 102 países então participando do programa e em média de 30 já deixaram de ser programas-piloto, para atuar como programas nacionais.  

### Agricultura

#### Aliança Contra a Fome e a Desnutrição
A Aliança Contra a Fome e a Desnutrição procura tratar como as organizações e os Estados podem ser melhores em suas ações, na proteção e cumprimento de atividades no combate à fome. Esta Aliança interage mundialmente com instituições de todo o mundo que possuem os mesmos objetivos para lutar contra a fome a desnutrição. 
A Aliança foi criada em 2002, como a Aliança Internacional Contra a Fome com o objetivo de fortificar ações nacionais no combate a fome e a desnutrição. A Aliança busca a segurança alimentar. O trabalho da Aliança se fundamenta dos oito Objetivos de Desenvolvimento do Milênio da ONU.
A Aliança foi criada por agências que cuidam da alimentação, como a Organização das Nações Unidas para Alimentação e Agricultura (FAO), Programa Alimentar Mundial das Nações Unidas (PMA), Fundo Internacional para o Fundo Agrícola para o Desenvolvimento (FIDA) e a Bioversity International.

#### Investimento na agricultura
A FAO possui um departamento de cooperação técnica que está integrado no Centro de Investimentos. Tais áreas buscam a proporcionar uma maior aplicação na agricultura e em ações rurais, auxiliando países em desenvolvimento a reconhecer e criar políticas e programas agrícolas sustentáveis. Impulsiona investimentos de fundos internacionais, bancos regionais e instituições multilaterais – Banco Mundial -, além de recursos da própria FAO.

#### Iniciativa de Parceria Global para o Desenvolvimento de Capacidades de Melhoramento de Plantas
A Iniciativa de Parceria Global para o Desenvolvimento de Capacidades de Melhoramento de Plantas é uma aliança mundial, voltada ao aumento da criação de plantas. Essa Iniciativa se baseia em aprimorar e apoiar a capacidade produtiva que os países em desenvolvimento possuem, na criação e distribuição de plantas, a fim de garantir a segurança alimentar e a sustentabilidade. 
A ideia é assegurar que os envolvidos nesse processo – líderes mundiais, técnicos, criadores, cultivadores de plantas e doadores- sejam representados por meio de uma rede mundial de qualidade.

#### Recursos Genéticos Animais
Os Recursos Genéticos Animais é uma das unidades da FAO. Nesta unidade se define “aquelas espécies animais que são usadas, ou podem ser usadas, para a produção de alimentos e agricultura, e as populações dentro de cada uma delas. Estas populações dentro de cada espécie podem ser classificadas como populações silvestres e selvagens, raças e populações primárias, raças padronizadas, linhas selecionadas, variedades, linhagens e qualquer material genético conservado; todos os quais estão atualmente classificados como Raças.". A FAO defende a pluralidade de estratégias de conservação "ex situ" e "in situ", além da crioconservação de animais. 

### Silvicultura
A FAO inclui a sustentabilidade e a preservação das florestas de todo o mundo como um dos seus objetivos. A FAO é considerada como um fórum neutro por conta do diálogo sobre políticas, além de ser uma fonte confiável de informações e dados sobre florestas e árvores e atua também no aconselhamento para ajudar países a criar e implementar projetos florestais nacionais eficazes e sustentáveis. 
Segundo dito pela Assembleia Geral das Nações Unidas em 28 de novembro de 2012, a FAO é a patrocinadora oficial do Dia Internacional das Floresta, celebrado no dia 21 de março. 
O Congresso Florestal Mundial é realizado a cada 6 anos pela FAO e por um Estado membro anfitrião, desde 1926. Este congresso é um fórum para debate sobre preservação e uso consciente das florestas, além de abordar questões como políticas florestais e favorecer o diálogo internacional. 
A FAO é um centro mundial de fontes sobre florestas e recursos florestais e uma ponte que auxilia a capacidade local dos países de coletar, ordenar e fornecer seus próprios dados florestais. A FAO desempenha verificações dos recursos florestais mundialmente, em parceria com países membros. Tais avaliações são disponibilizadas por meio de relatórios e o site da FAO na Internet. 
A Avaliação Global de Recursos Florestais dispõe de relatórios sobre florestas no mundo todo a cada cinco anos. O relatório de 2015 é a avaliação global mais recente. A FAO publica o Estado das Florestas do Mundo a cada dois anos, que é uma avaliação que aborda questões atuais e importantes sobre os problemas florestais. 
O Unasylva é a revista florestal multilíngue mais antiga do mundo e é revisada pela FAO. As publicações são feitas desde 1947 em inglês, francês e espanhol. 

### Pesca
O "Gerenciamento e uso sustentável do recurso pesqueiro e aquícola", é o baseamento do trabalho do Departamento de Pesca e Aquicultura, que engloba atividades normativas e operacionais.
O Departamento de Pesca e Aquicultura da FAO possui objetivos de visão e missão:
Visão: Um mundo em que a utilização responsável e sustentável dos recursos pesqueiros e aquícolas contribua de forma positiva para o bem-estar humano, a segurança alimentar e a diminuição da pobreza.
Missão: Fortificar a governança global e as capacidades gerenciais e técnicas dos membros e liderar o consenso para aprimorar a conservação e a utilização dos recursos aquáticos. 

### Estatística
O FAOSTAT é produzido pela Divisão Estatística da FAO e disponibiliza de acesso gratuito a dados de 1961 até o ano mais recente disponível, para 245 países e 35 áreas regionais. Os recursos aprimorados envolvem navegação e análise de dados, download avançado de dados interativos e compartilhamento de dados por meio de serviços da Web. O Aquastat é o banco de dados estatísticos globais sobre a água, da Divisão de Terra e Água.  

### Os 75 anos da FAO
Nos últimos 75 anos, a visão e o trabalho da FAO adquiriram novas dimensões ambientais e de sustentabilidade, com uma reinvenção estratégica ocorrendo em 2020. Com a pandemia de COVID-19 exacerbando vulnerabilidades ligadas a conflitos e mudanças climáticas e com apenas dez anos para alcançarmos os Objetivos de Desenvolvimento Sustentável, a organização tem buscado alavancar parcerias de pesquisa, digitalização e inovação para ajudar a acabar com a fome e a desnutrição.

## Estrutura e Finanças
A Organização das Nações Unidas para a Alimentação e a Agricultura é dirigida pela Conferência das Nações-Membros, que se reúne a cada dois anos para rever o trabalho realizado pela organização e aprovar um programa de trabalho e orçamento para o próximo período de dois anos. A Conferência elegeu um conselho de 49 Estados-Membros (mandatos rotativos de três anos) que atua como um órgão interino, e o Diretor-Geral, que dirige a agência.

### Orçamento
O orçamento do programa regular da FAO é financiado pelos seus membros, através de contribuições definidas na Conferência da FAO. Este orçamento cobre o trabalho técnico principal, cooperação e parcerias, incluindo o Programa de Cooperação Técnica, intercâmbio de conhecimentos, políticas e promoção (advocacy), direção e administração, governança e segurança.

### Diretores Gerais
| Nº | Diretor                | País           | Tempo                                           |
| 1  | John Boyd Orr          | Reino Unido    | Outubro de 1945 – Abril de 1948                 |
| 2  | Norris E. Dodd         | Estados Unidos | Abril de 1948 – Dezembro de 1953                |
| 3  | Philip V. Cardon       | Estados Unidos | Janeiro de 1954 – Abril de 1956                 |
| 4  | Sir Herbert Broadley   | Reino Unido    | (em exercício) Abril de 1956 – Novembro de 1956 |
| 5  | Binay Ranjan Sen       | Índia          | Novembro de 1956 – Dezembro de 1967             |
| 6  | Addeke Hendrik Boerma  | Países Baixos  | Janeiro de 1968 – Dezembro de 1975              |
| 7  | Edouard Saouma         | Líbano         | Janeiro de 1976 – Dezembro de 1993              |
| 8  | Jacques Diouf          | Senegal        | Janeiro de 1994 – Dezembro de 2011              |
| 9  | José Graziano da Silva | Brasil         | Janeiro de 2012 – Julho de 2019                 |
| 10 | Qu Dongyu              | China          | Agosto de 2019 –                                |

### Diretores Gerais Adjuntos
| Nº | Diretor                                      | País           | Tempo           |
| 1  | William Nobel Clark                          | Estados Unidos | 1948            |
| 2  | Sir Herbert Broadley                         | Reino Unido    | 1948 – 1958     |
| 3  | Friedrich Traugott Wahlen                    | Suíça          | 1958 – 1959     |
| 4  | Norman C. Wright                             | Reino Unido    | 1959 – 1963     |
| 5  | Oris V. Wells                                | Estados Unidos | 1963 – 1971     |
| 6  | Roy I. Jackson                               | Estados Unidos | 1971 – 1978     |
| 7  | Ralph W. Phillips                            | Estados Unidos | 1978 – 1981     |
| 8  | Edward M. West                               | Reino Unido    | 1981 – 1985     |
| 9  | Declan J. Walton                             | Irlanda        | 1986 – 1987     |
| 10 | Howard Hjort                                 | Estados Unidos | 1992 – 1997     |
| 11 | Vikram J. Shah                               | Reino Unido    | 1992 – 1995     |
| 12 | David A. Harcharik                           | Estados Unidos | 1998 – 2007     |
| 13 | James G. Butler                              | Estados Unidos | 2008 – 2010     |
| 14 | Changchui He (Operações)                     | China          | 2009 - 2011     |
| 15 | Ann Tutwiler (conhecimento)                  | Estados Unidos | 2011 - 2012     |
| 16 | Manoj Juneja (Operações)                     | Índia          | 2011 - 2012     |
| 17 | Dan Gustafson (Programas)                    | Estados Unidos | 2012 - presente |
| 18 | Maria Helena M.Q. Semedo (Recursos Naturais) | Cabo Verde     | 2013 - presente |
| 19 | Laurent Thomas (Operações)                   | França         | 2017- presente  |

## Sede Mundial
Em seu ano de criação, a FAO contou com uma sede temporária locada em Washington D.C., Estados Unidos. Em 1951, a sede mundial foi transferida e estabelecida permanentemente em Roma, Itália, na antiga sede do Departamento da África Oriental Italiana. Além da sede mundial, a organização conta com cinco escritórios regionais e setenta e oito nacionais. O Obelisco de Axum estava na frente da sede e era o principal atributo do edifício. Em 1937, as tropas de Benito Mussolini levaram o obelisco da Etiópia para a Itália, como uma caixa de guerra e o monumento retornou ao seu território de origem em 18 de abril de 2005.  

### Escritórios Regionais
- Escritório Regional para a África, em Accra, Gana;

- Escritório Regional para a Ásia e o Pacífico, em Bangkok, Tailândia;
- Escritório Regional para a Europa e Ásia Central, em Budapeste, Hungria;
- Escritório Regional para a América Latina e o Caribe, em Santiago, Chile;
- Escritório Regional para o Oriente Próximo, no Cairo, Egito.

### Escritórios Sub-Regionais
- Escritório Sub-regional para a África Central (SFC), em Libreville, Gabão;
- Escritório Sub-regional para a Ásia Central, em Ancara, Turquia;
- Escritório Sub-regional para a África Oriental (SFE), em Adis Abeba, Etiópia;
- Escritório Sub-regional para a América Central (SLM), na Cidade do Panamá, Panamá;
- Escritório Sub-regional para a África do Norte, em Túnis, na Tunísia;
- Escritório Sub-regional para a África Austral e da África Oriental, em Harare, Zimbabwe;
- Escritório Sub-regional para o Caribe, em Bridgetown, Barbados;
- Escritório Sub-regional para os Estados do Conselho de Cooperação do Golfo e Iémen, Abu Dhabi;
- Escritório Sub-regional para as ilhas do Pacífico, em Apia, Samoa.

### Escritórios de Ligação
- Escritório de ligação com a América do Norte, em Washington (EUA);
- Escritório de ligação com o Japão, em Yokohama;
- Escritório de ligação com a União Europeia e Bélgica, em Bruxelas;
- Escritório de Ligação com a Federação Russa, em Moscou;
- Escritório de ligação com as Nações Unidas, em Genebra;
- Escritório de ligação com as Nações Unidas, em Nova York.

## Críticas
A FAO recebeu críticas por exemplo em 2004, quando lançou um relatório sobre a biotecnologia agrícola, ao qual saiu em defesa da produção de alimentos geneticamente modificados em razão dos benefícios destes para os países em desenvolvimento. Embora no relatório a organização se comprometesse com a alimentação familiar e dos mais pobres, foi feita uma carta por mais de 650 organizações de todo o mundo em resposta negativa ao relatório. A crítica principal foi que a FAO estaria tomando posição favorável às grandes corporações de biotecnologia;  também houve falta de representação dos interesses dos agricultores, fazendo assim que a FAO houvesse descumprido seu compromisso com a sociedade civil e as organizações de camponeses. 
Outra controvérsia a respeito da biotecnologia apontado na época foi a apropriação de algumas espécies, pois estas ao serem propriedades das empresas transnacionais de transgênicos teriam sua produção e distribuição capitalizada, fazendo com que os grupos sociais mais pobres não tivessem acesso. Logo, a crise da fome seria ainda mais agravada. Na época o diretor geral da organização imediatamente respondeu reconhecendo que "a pesquisa em biotecnologia é essencialmente dirigida pelas dez maiores corporações transnacionais do mundo" e "o setor privado protege seus resultados com patentes para ganhar com seus investimentos e se concentra em produtos que não têm relevância para os países em desenvolvimento".
Em 2015, a FAO foi criticada pela The Economist por ter dado um diploma à Venezuela por ser um dos 72 países que “atingiram o objetivo de desenvolvimento do milênio da ONU de reduzir pela metade a porcentagem de suas populações que sofrem com a fome”. A revista declara que as estatísticas que fizeram as conclusões sobre a situação alimentar da Venezuela eram falsas, forjadas pelo governo, pois era impossível o ocorrido em um país que apresenta tanta dificuldade econômica, e também que o número de pessoas passando fome aumentara. A FAO respondeu dizendo que não havia motivos para duvidar das estatísticas da Venezuela.
Em maio de 2008, o presidente Abdoulaye Wade, do Senegal, expressou opiniões bastante críticas a respeito da FAO durante a cúpula sobre segurança alimentar enquanto falava sobre a atual crise alimentar mundial. Wade alegou que a FAO dava assistência aos países em desenvolvimento como mendigos: “Não estou questionando a cooperação multilateral, como com o Banco Mundial ou o Fundo Monetário Internacional (FMI) que estão fazendo seu trabalho. Mas o problema são as instituições multilaterais que alegam estar fazendo assistência alimentar. É um conceito ultrapassado, não podemos continuar sendo assistidos como mendigos", disse ele "um desperdício de dinheiro" e que "devemos descartá-la". Wade disse que a própria FAO é a principal responsável pelos aumentos de preços, e que o trabalho da organização foi duplicado por outros órgãos que operaram com mais eficiência, como o Fundo Internacional para o Desenvolvimento Agrícola da ONU. No entanto, era de conhecimento que Wade e o na época Diretor Geral Jacques Diouf, também senegalês tinham um histórico de antipatia pessoal um com o outro.

## FAO e o Brasil
Devido ao combate à fome e a miséria serem temas bastante pautados ao longo da história do desenvolvimento do Brasil, e, o significativo progresso nesta esfera nas últimas décadas, fez com que, o colosso latino-americano se tornasse um dos grandes exemplos para instituição.
Atuante no Brasil desde 1949, a organização possui um escritório sediado na capital federal desde 1973. Além desse escritório representativo em Brasília, a FAO também conta unidades descentralizadas alocadas nas regiões Sul e Nordeste, com trabalhos voltados a implementação de pesquisas, desenvolvimento sustentável e fortalecimento da agricultura familiar.
Para mais, a agência especializada das Nações Unidas opera em conjunto com a sociedade civil em parceria com o Serviço Brasileiro às Micro e Pequenas Empresas (Sebrae), a Confederação Nacional dos Trabalhadores na Agricultura (Contag), a Confederação Nacional da Agricultura (CNA), a Organização das Cooperativas Brasileiras (OCB), o Instituto Brasileiro de Análises Sociais e Econômicas (IBASE), Universidades e outros órgãos e fundações.  
Em território nacional, a organização intergovernamental conta com quatro frentes de trabalho, definidas por ela como as quatro prioridades.
- A primeira prioridade trata da seguridade dos alimentos, a produção e manuseio adequado respeitando os mais elevados padrões internacionais e os órgãos nacionais de fiscalização, bem como a expansão e aperfeiçoamento de seus programas e técnicas. E, concomitantemente, visa a perpetuação do acesso à alimentação basilar e adequada para o desenvolvimento humano saudável, de forma contínua, em consonância com os direitos dos povos, asseguradas pela constituição federal; trata-se do direito à vida.
- A segunda refere-se à Cooperação Sul-Sul. Em virtude do protagonismo brasileiro no cultivo e produção de alimentos, dos bons indicadores da pesca e pecuária, da disposição e riqueza florestal, liderança, presença e berço de fóruns e conferências acerca das mudanças climáticas, desertificação e assuntos pertinente a esfera ambiental, a prioridade II da FAO no Brasil buscar implementar, incentivar, atrair e disseminar conhecimentos, técnicas e experiências eficazes e inovadoras, almejando a cooperação, integração e triunfo nestas área há um longo prazo.
- A terceira linha de trabalho diz respeito a superação da extrema pobreza. Por meio da qualificação, organização, planejamento, acompanhamento, estudos e análises, esta prioridade objetiva a diminuir e eliminar a pobreza através de políticas públicas efetivas e do progresso e aplicação de práticas de aperfeiçoamento e qualificação da agricultura e aquicultura familiar. O foco é direcionado ao desenvolvimento rural, dos povos e comunidades locais, e sua abrangência preponderantemente é voltada as regiões Norte e Nordeste do país.
- Já a quarta pauta da alta agenda da organização no Brasil está intrinsecamente ligada às questões ambientais e a sustentabilidade social. A preocupação é substancialmente dirigida aos desafios propostos pela escassez dos recursos naturais, a necessidade de políticas e mecanismo efetivos diante a desertificação e degradação ambiental, a importância da gestão sustentável dos recursos e espaços naturais frente aos avanços e inevitabilidade do cultivo, plantio, produção e manuseio de alimentos, de origem naturais e animais. A modificação e adaptação da geografia, dos habitats, dos ecossistemas, dos hábitos humanos, a emissão de poluentes e carbono, as questões metrológicas, a busca e urgência pela adoção de matrizes agroecológicas e fontes de energias renováveis, a promoção de informativos, fontes científicas, técnicas e estratégias à face das mudanças do clima e, seus efeitos na vida humana e do planeta, são significativa e essencialmente abordadas.

Além das quatro prioridades norteadoras da presença da instituição no Brasil, a FAO atua fortemente no país por meio de ações empregadas em colaboração aos programas brasileiros, dais quais destacam-se:
- Apoio ao Programa Fome Zero, em parceria com o Ministério do Desenvolvimento Social e Combate à Fome (MDS);
- Apoio ao Programa Nacional de Fortalecimento da Agricultura Familiar – PRONAF, em parceria com o Ministério do Desenvolvimento Agrário (MDA);
- Apoio ao Programa de Organização Produtiva de Comunidades – PRODUZIR, em parceria com o Ministério da Integração Nacional (MI);
- Apoio ao Programa Nacional de Florestas – PNF, em parceria com o Ministério do Meio Ambiente (MMA);
- Apoio ao Programa Nacional de Gestão Ambiental Rural, em parceria com o Ministério do Meio Ambiente (MMA);
- Apoio ao Plano Nacional de Desenvolvimento da Pesca e Aquicultura, em parceria com o Ministério da Pesca e Aquicultura da Presidência da República;
- Apoio ao Programa Nacional de Alimentação Escolar, em parceria com o Fundo Nacional de Desenvolvimento da Educação (FNDE), Ministério da Educação (MEC);
- Apoio ao Programa de Áreas Degradadas na Amazônia (Pradam), do Ministério da Agricultura, Pecuária e Abastecimento (MAPA) e iniciativas regionais e sub-regionais vinculadas a Sanidade Animal, Proteção Vegetal, Biocombustíveis, Segurança Alimentar;
- A FAO trabalha em parceria com agências do Sistema da Organização das Nações Unidas, Banco Mundial, Missão Europeia, Fundo Global para o Desenvolvimento (GEF), Instituto Interamericano de Cooperação para a Agricultura (IICA), entre outras;
- Trabalha, também, com a Sociedade Civil como Serviço Brasileiro de Apoio às Micro e Pequenas Empresas (Sebrae), Confederação Nacional dos Trabalhadores na Agricultura (Contag), Confederação Nacional da Agricultura (CNA), Organização das Cooperativas Brasileiras (OCB), Instituto Brasileiro de Análises Sociais e Econômicas (IBASE), universidades e outras organizações.

## Membros
Há um total de 197 membros incluindo 194 países membros, 1 organização membro (União Europeia) e 2 membros associados (Ilhas Faroe e Tokelau).
1. Afeganistão
2. África do Sul
3. Albânia
4. Alemanha
5. Andorra
6. Angola
7. Antígua e Barbuda
8. Arábia Saudita
9. Argélia
10. Argentina
11. Armênia
12. Austrália
13. Áustria
14. Azerbaijão
15. Bahamas
16. Bahrein
17. Bangladesh
18. Barbados
19. Bélgica
20. Belize
21. Benin
22. Bielorrússia
23. Birmânia
24. Bolívia
25. Bósnia e Herzegovina
26. Botswana
27. Brasil
28. Brunei
29. Bulgária
30. Burkina Faso
31. Burundi
32. Butão
33. Cabo Verde
34. Camarões
35. Camboja
36. Canadá
37. Catar
38. Cazaquistão
39. Chade
40. Chile
41. China
42. Chipre
43. Cingapura
44. Colômbia
45. Comores
46. Coreia do Norte
47. Coreia do Sul
48. Costa do Marfim
49. Costa Rica
50. Croácia
51. Cuba
52. Dinamarca
53. Djibouti
54. Dominica
55. Egito
56. El Salvador
57. Emirados Árabes Unidos
58. Equador
59. Eritreia
60. Eslováquia
61. Eslovênia
62. Espanha
63. Estados Federados da Micronésia
64. Estados Unidos
65. Estônia
66. Etiópia
67. Federação Russa
68. Fiji
69. Filipinas
70. Finlândia
71. França
72. Gabão
73. Gâmbia
74. Gana
75. Geórgia
76. Grécia
77. Grenada
78. Guatemala
79. Guiana
80. Guiné
81. Guiné Equatorial
82. Guiné-Bissau
83. Haiti
84. Honduras
85. Hungria
86. Iémen
87. Ilhas Cook
88. Ilhas Marshall
89. Ilhas Maurícias
90. Ilhas Salomão
91. Índia
92. Indonésia
93. Irã
94. Iraque
95. Irlanda
96. Islândia
97. Israel
98. Itália
99. Jamaica
100. Japão
101. Jordânia
102. Kuwait
103. Laos
104. Lesoto
105. Letônia
106. lhas Faroé, Dinamarca (Membro Associado)
107. Líbano
108. Libéria
109. Líbia
110. Lituânia
111. Luxemburgo
112. Macedônia
113. Madagascar
114. Malásia
115. Malawi
116. Maldivas
117. Mali
118. Malta
119. Marrocos
120. Mauritânia
121. México
122. Moçambique
123. Moldávia
124. Monaco
125. Mongólia
126. Montenegro
127. Namíbia
128. Nauru
129. Nepal
130. Nicarágua
131. Níger
132. Nigéria
133. Niue
134. Noruega
135. Nova Zelândia
136. Omã
137. Países Baixos
138. Palau
139. Panamá
140. Papua Nova Guiné
141. Paquistão
142. Paraguai
143. Peru
144. Peru
145. Polônia
146. Portugal
147. Quênia
148. Quirguistão
149. Quiribati
150. Reino Unido
151. República Centro-Africana
152. República Checa
153. República Democrática do Congo
154. República do Congo
155. República Dominicana
156. Romênia
157. Ruanda
158. Samoa
159. San Marino
160. Santa Lúcia
161. São Cristóvão e Névis
162. São Tomé e Príncipe
163. São Vicente e Granadinas
164. Senegal
165. Serra Leoa
166. Sérvia
167. Seychelles
168. Síria
169. Somália
170. Sri Lanka
171. Suazilândia
172. Sudão
173. Sudão do Sul
174. Suécia
175. Suíça
176. Suriname
177. Tailândia
178. Tajiquistão
179. Tanzânia
180. Timor-Leste
181. Togo (República Togolesa)
182. Tokelau (Membro Associado)
183. Tonga
184. Trindade e Tobago
185. Tunísia
186. Turcomenistão
187. Tuvalu
188. Ucrânia
189. Uganda
190. União Europeia (Organização Membro)
191. Uruguai
192. Uzbequistão
193. Vanuatu
194. Venezuela
195. Vietnã
196. Zâmbia
197. Zimbábue

O Estado-membro da ONU que não é membro da FAO é o Liechtenstein.
Alguns países podem designar representantes específicos para a FAO, por exemplo, o embaixador dos Estados Unidos na Organização das Nações Unidas para a Alimentação e a Agricultura, que tem o cargo de embaixador e também faz parte da Missão dos Estados Unidos junto às agências das Nações Unidas em Roma.